# NGC 1775
NGC 1775 (również ESO 56-SC34) – gromada otwarta znajdująca się w gwiazdozbiorze Góry Stołowej. Należy do Wielkiego Obłoku Magellana. Odkrył ją John Herschel 12 listopada 1836 roku.